# Thomas Scheytt

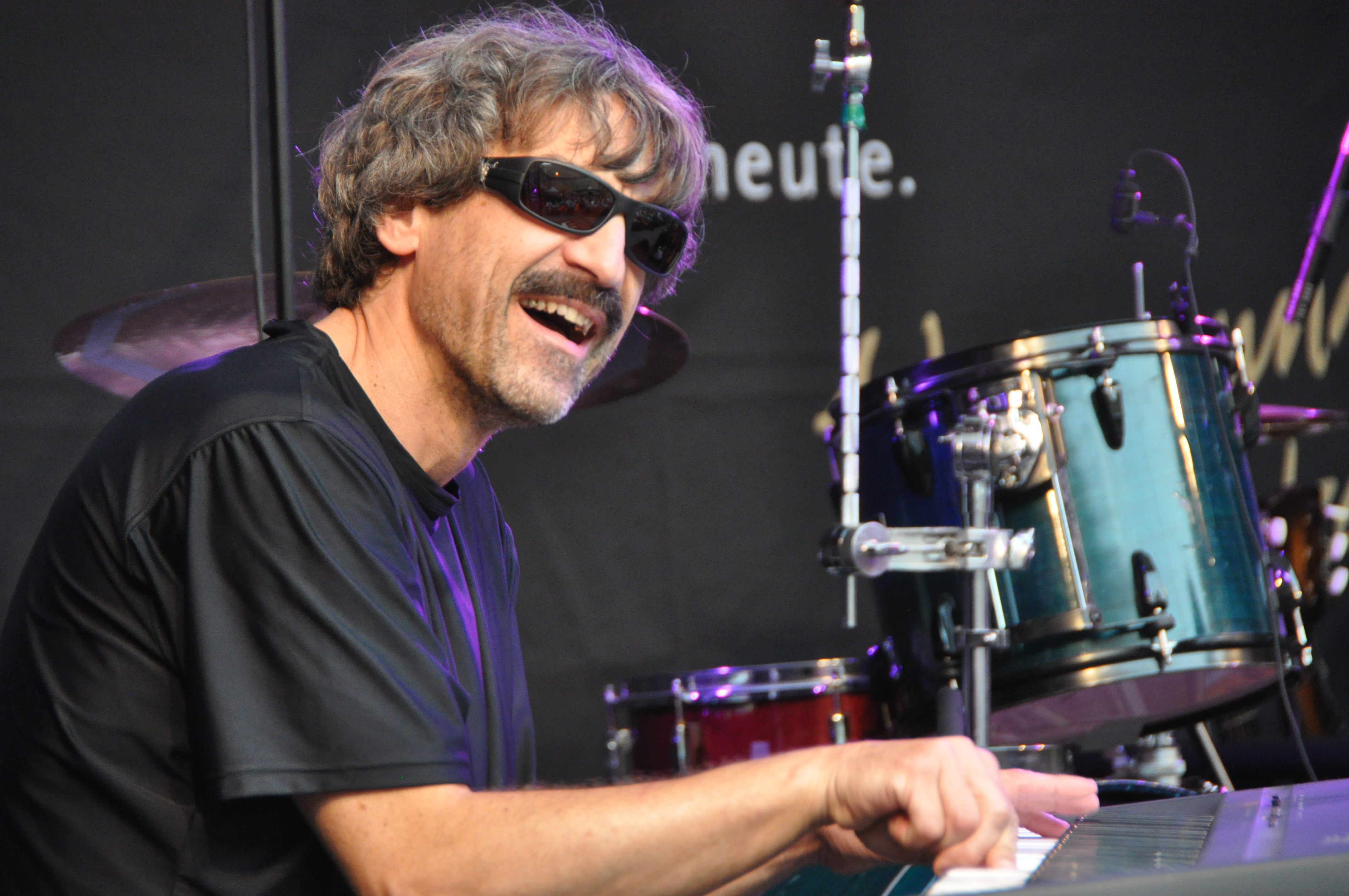
Thomas Scheytt (2014)

Thomas Scheytt (* 1960 in Murrhardt) ist ein deutscher Blues- und Boogie-Pianist und -Komponist.

## Leben und Wirken
Scheytt erhielt schon in früher Kindheit Klavier- und Orgelunterricht. Er studierte Philosophie, Germanistik und Geschichte in Freiburg, seit 1983 konzertiert er als Blues- und Boogie-Pianist. Scheytt erhielt mehrere Auszeichnungen, u. a. zweimalig den German Blues Award.
1986 gründete Scheytt mit Ignaz Netzer das Oldtime Blues & Boogie Duo. Seit 1999 tritt das Duo als Netzer&Scheytt auf und errang mehrere Auszeichnungen. Zusammen mit Christoph Pfaff und Hiram Mutschler gründete Scheytt im Jahr 1991 die Boogie Connection. Die Band ist seither unterwegs auf Festivals (auch mit internationalen Gastmusikern), in Jazzclubs, Musikkneipen, mit TV-Auftritten, auf Kleinkunstbühnen, Stadtfesten und Firmenveranstaltungen in ganz Europa. Seit 2001 konzertiert Scheytt regelmäßig im Trio mit der Jazz-Organistin Barbara Dennerlein und Ignaz Netzer. Bisher wurden zwölf CDs mit ihm veröffentlicht, davon vier Solo-Alben mit Standards und Eigenkompositionen. Mit ca. 120 Konzerten pro Jahr (Stand 2019) gehört er zu den meistbeschäftigten Musikern der europäischen Blues- und Boogie-Szene.  In der Fachpresse gilt Thomas Scheytt als einer der besten zeitgenössischen Blues- und Boogie-Pianisten,
besonders die Ausdrucksvielfalt seiner Blues-Stücke wird hervorgehoben.  Seine Eigenkompositionen erreichen das Niveau seiner amerikanischen Vorbilder.

## Auszeichnungen
- 2000: SWR Audience Award 2000 (mit Ignaz Netzer)
- 2003: Freiburger Musikpreis
- 2011: nominiert für German Blues Award, Kategorie: „Bestes Piano“
- 2014: nominiert für den Preis der deutschen Schallplattenkritik für seine Solo-CD „Blues Colours“
- 2015: German Blues Award in der Kategorie „Bestes Piano“
- 2015: German Blues Award in der Kategorie „Bestes Duo“ (mit Ignaz Netzer)
- 2018: zweiter Platz Audience Award Jazz Ascona 2018 (mit Boogie Connection)

## Diskografie

### Piano Solo
- 1996: The Blues In My Soul
- 2003: Inner Voices
- 2013: Blues Colours
- 2014: Live (an zwei Pianos mit Jörg Hegemann)

### Mit Boogie Connection
- 1994: With A View Of The Blues
- 1996: Playing With Our Friends
- 1999: Live
- 2001: Cash On Delivery
- 2001: Boogie Connection & Horns - Live
- 2005: Bright Lights
- 2007: Live
- 2013: Live

### Mit Ignaz Netzer
- 1989: Trouble In Mind
- 1999: Live Again
- 2001: Drowning In The Blues
- 2009: Live auf Burg Stettenfels - DVD

## Notenausgaben
Folgende Eigenkompositionen wurden von Thomas Scheytt in Zusammenarbeit mit Wolfgang Roese veröffentlicht:
- 2004: Blues und Boogie Woogie für Piano, fünf vollständig ausnotierte Original-Kompositionen, ISMN M-000102-2